# ماريو ماجوني
ماريو ماجوني (بالإيطالية: Mario Majoni)‏ (27 مايو 1910 – 16 أغسطس 1985) هو سبّاح إيطالي راحل، مثّل بلاده في الألعاب الأولمبية الصيفية 1948.

## روابط خارجية
ماريو ماجوني على موقع قاعة مشاهير السباحة العالمية (الإنجليزية)
- ماريو ماجوني على موقع اللجنة الأولمبية الدولية (الإنجليزية)
- ماريو ماجوني على موقع أوليمبيديا (الإنجليزية)
- ماريو ماجوني على موقع اللجنة الأولمبية الإيطالية (الإيطالية)